# Drølt
Drølt (på tysk: Drült, oprindelig på dansk: Trølegaard) er et gods beliggende nær Stoltebøl i det østlige Angel i Sydslesvig. Administrativt hører godset under Stoltebøl Kommune i Slesvig-Flensborg kreds i den tyske delstat Slesvig-Holsten. I kirkelig henseende hører stedet under Tøstrup Sogn. Sognet lå i den danske periode indtil 1864 i Slis Herred (Gottorp Amt). 
Allerede i 1397 blev gården omtalt som Trølegaard. Navnet Drølt nævnes førtes gang 1460. Godset skal være opstået på bekostning af en nedlagt by af samme navn syd for den nuværende gård. Navnet kan henføres til oldnordisk drȳgja i betydning drøj, stor, tæt, muligvis rækker navnet også tilbage til anglernes bebyggelse af landet. Som gården Runtoft har Drølt siden 1580 tilhørt Rumohr-familien. I middelalderen har gården været ejet af familien Krummedige.
Efter en brand i 1800 blev hovedbygningen genopført ved arkitekten Axel Bundsen i årene 1806-07. Tagets form blev ændret i 1860, men ellers fremstår bygningen uændret som en pudset bygning i klassicistisk stil med søjlefront. I 1810 udførte Francesco Antonio Taddei stukkatur i værelserne.
Den nuværende ejers fader var Dr. Henning von Rumohr, der har skrevet adskillige standardværker om herregårdene i Slesvig-Holsten. Drølt er omgivet af en engelsk landskabshave og rummer et righoldigt bibliotek, der blev brugt som interiør i den tyske TV-serie Der Landarzt. Med under godset hører også den ca. 130 ha store Drølt Skov (Drülter Holz).